# Sparkasse Lippstadt
Die Sparkasse Lippstadt war die Sparkasse der Städte Lippstadt, Warstein, Rüthen, Erwitte und der Gemeinde Anröchte. Träger der Sparkasse war der Sparkassenzweckverband der Städte Lippstadt, Warstein, Rüthen, Erwitte und der Gemeinde Anröchte. Die Sparkasse wurde 1842 gegründet.

## Fusionen
Am 1. Januar 2009 fusionierten die Stadtsparkasse Lippstadt und die Sparkasse Warstein-Rüthen zur Sparkasse Lippstadt – Zweckverbandssparkasse der Städte Lippstadt-Warstein-Rüthen. Im Jahre 2017 fusionierte die Sparkasse Lippstadt mit der Sparkasse Erwitte-Anröchte und im Jahre 2023 mit der Sparkasse SoestWerl zur Sparkasse Hellweg-Lippe mit Sitz in Lippstadt.

## Geschäftszahlen 2021
Die Sparkasse Lippstadt wies im letzten Geschäftsjahr vor der Fusion eine Bilanzsumme von 2,205 Mrd. Euro aus und verfügte über Kundeneinlagen von 1,645 Mrd. Euro. Gemäß der Sparkassenrangliste 2021 lag sie nach Bilanzsumme auf Rang 223. Sie unterhielt 21 Filialen/Selbstbedienungsstandorte und beschäftigte 291 Mitarbeiter.

## Geschäftsentwicklung
| Jahr | Bilanzsumme | Kreditvolumen | Kundeneinlagen |
| ---- | ----------- | ------------- | -------------- |
| 2005 | 1.096       | 730           | 758            |
| 2006 | 1.119       | 762           | 777            |
| 2007 | 1.173       | 768           | 840            |
| 2008 | 1.201       | 758           | 868            |
| 2009 | 1.211       | 758           | 911            |
| 2010 | 1.261       | 784           | 961            |
| 2011 | 1.317       | 806           | 990            |
| 2012 | 1.345       | 840           | 1.006          |
| 2013 | 1.367       | 872           | 1.019          |
| 2014 | 1.439       | 921           | 1.064          |
| 2015 | 1.437       | 1.008         | 1.057          |
| 2016 | 1.481       | 1.055         | 1.101          |
| 2017 | 1.826       | 1.346         | 1.360          |

Bilanzgewinn 2012: 521.888,17 €
Bilanzgewinn 2014: 299.571,69 €
Bilanzgewinn 2015: 299.742,73 €
Bilanzgewinn 2016: 2.064.186,79 €
Bilanzgewinn 2017: 1.275.287,39 €

## Stiftungen
Die Sparkasse unterstützte gemeinnützige Initiativen mit ihren vier Stiftungen:
- Sparkassenstiftung für Lippstadt
- Sparkassenstiftung zur Förderung der Kunst
- Jubiläumsstiftung der Sparkasse Warstein-Rüthen
- Sparkassenstiftung für Erwitte-Anröchte

Darüber hinaus hatte die Sparkasse Lippstadt zum 1. Januar 2013 eine Gemeinschaftsstiftung gegründet, in der sich die Bürger in Lippstadt, Warstein und Rüthen stifterisch betätigen können.
- Kundenstiftung der Sparkasse Lippstadt[5]